# Lorenzo Tañada

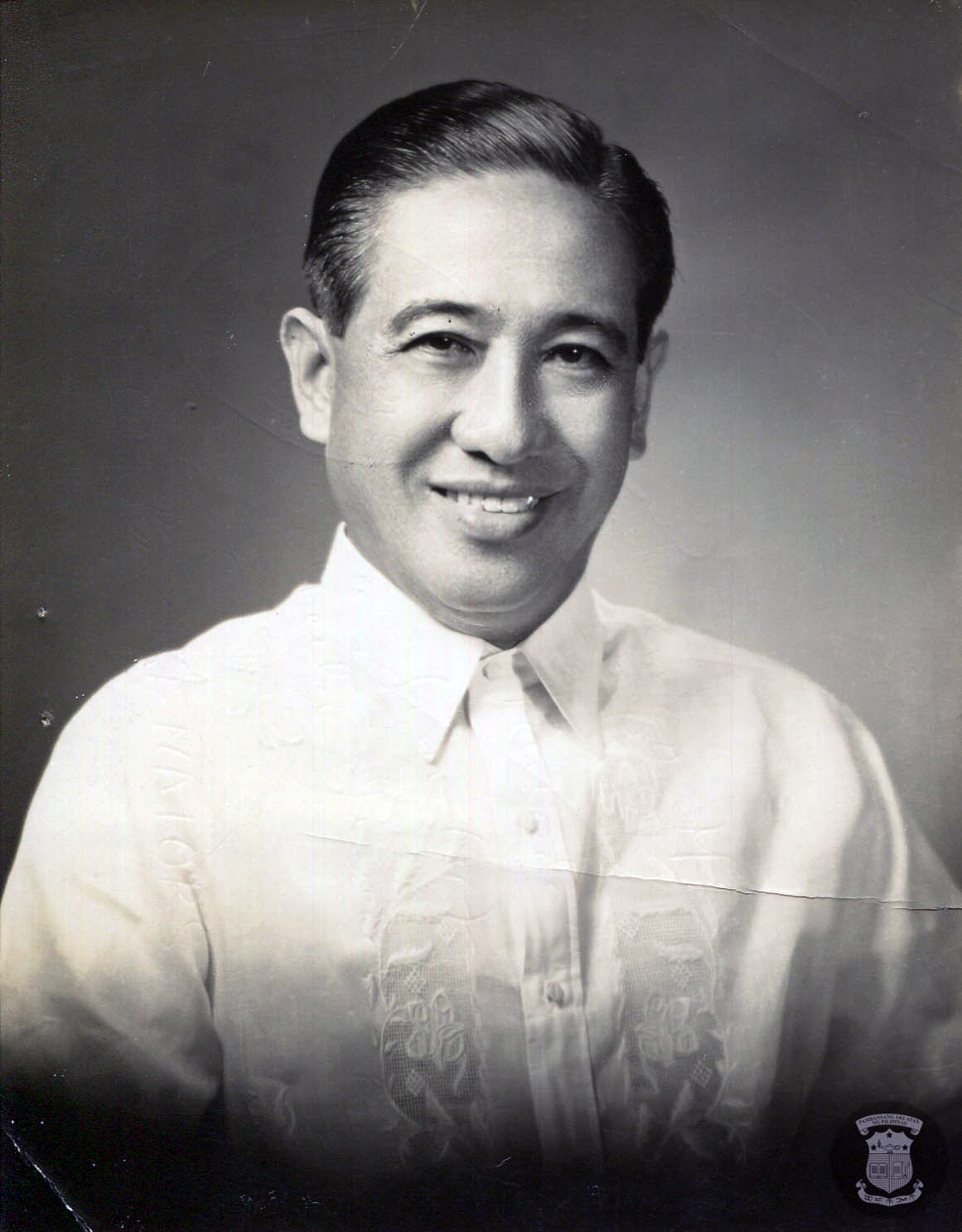
Lorenzo Tañada

Lorenzo Martinez Tañada (* 10. August 1898 in Gumaca, Quezon; † 28. Mai 1992 in Manila) war ein philippinischer Politiker und langjähriger Senator, der vor allem durch seine Opposition gegen den US-amerikanischen Einfluss auf den Philippinen bekannt wurde.

## Leben
Tañada studierte nach dem Schulbesuch Rechtswissenschaften an der University of the Philippines sowie der Law School der Harvard University und war danach als Rechtsanwalt tätig, ehe er zwischen 1945 und 1947 Solicitor General der Philippinen war.
Er wurde erstmals im November 1947 zum Mitglied des Senats gewählt und gehörte diesem bis zu dessen Auflösung nach der Verhängung des Kriegsrechts durch den diktatorisch regierenden Präsidenten Ferdinand Marcos am 21. September 1972 an. Er war damit das dienstzeitlängste Mitglied in der Geschichte des Senats.
Besonders bekannt wurde er als Organisator des Bündnisses der Gegner der US-Militärbasen und anderer Gruppen zur Organisation des öffentlichen Widerstands gegen die Anwesenheit der US-Streitkräfte auf den Philippinen.  Noch im September 1991 wurde gewürdigt, nachdem der Senat eine Verlängerung der Laufzeit der letzten US-amerikanischen Militärstation, der US Naval Base Subic Bay, abgelehnt hatte.
Sein Sohn Wigberto Tañada war ebenfalls Senator sowie Mitglied des Repräsentantenhauses, während sein Enkel Erin Tañada Mitglied des Repräsentantenhauses ist.